# Episcoop

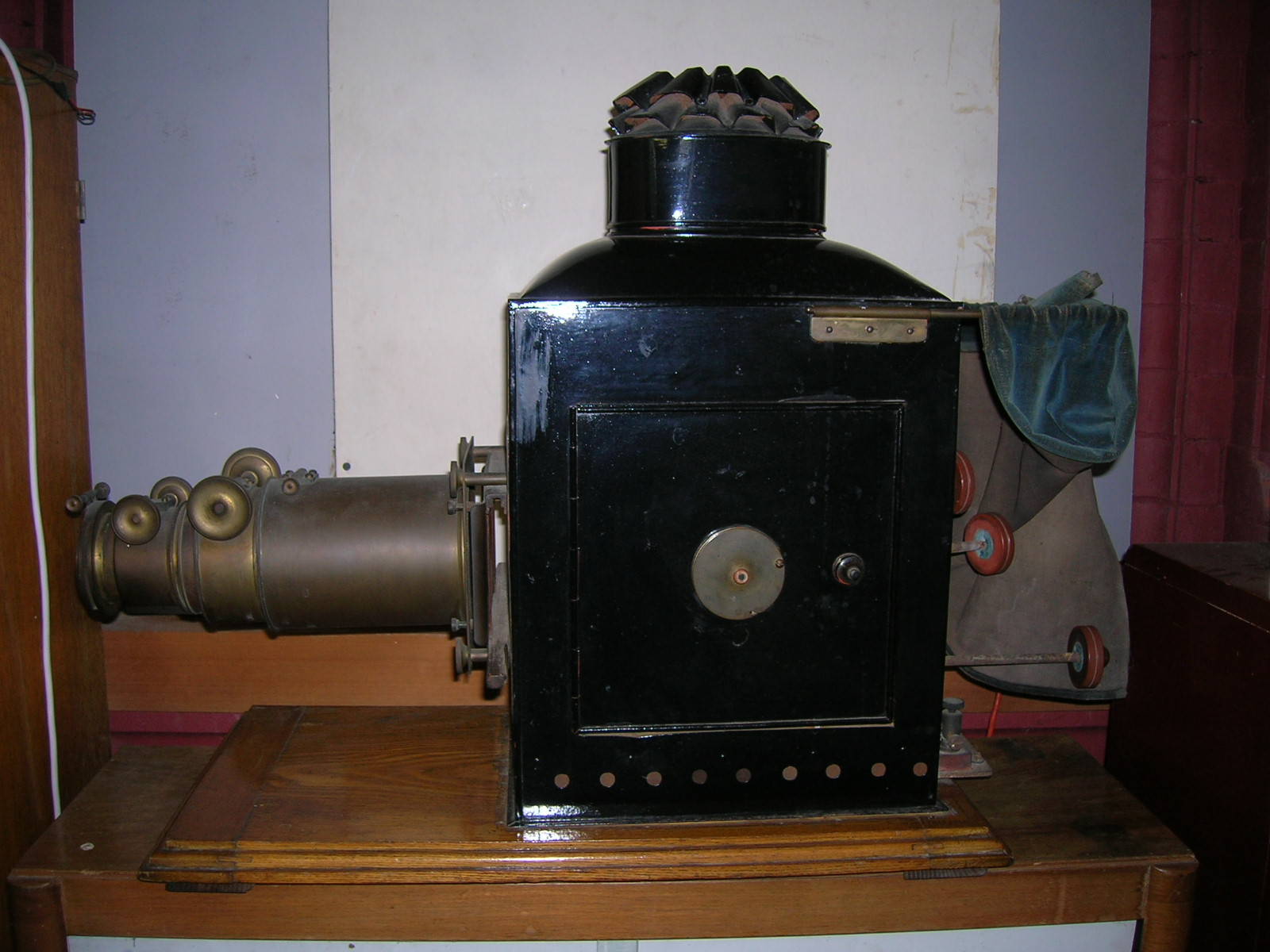
Een door de Universiteit van Cambridge gebruikte episcoop uit het einde van de 19e eeuw

Een episcoop is een projector voor het afbeelden van platte objecten als foto's en tekeningen. Het apparaat wordt boven op de foto of tekening geplaatst. Deze wordt door de episcoop verlicht. Door een spiegel onder 45 graden wordt het verlichte beeld van de foto of tekening in horizontale richting afgebogen en via een objectief scherp op het projectiescherm of de muur geprojecteerd.
Duurdere typen episcopen hebben een lade waarin de foto gelegd wordt. Daarmee kan evenwel niet uit een boek worden geprojecteerd. Goedkopere typen missen vaak een koelsysteem, waardoor het afgebeelde origineel bijzonder warm kan worden en in sommige gevallen ook kan vervormen of smelten (zoals plastic laminaat om een foto).
De episcoop werd veel voor onderwijsdoeleinden gebruikt, en als vergroter om tekeningen "over te trekken" op een groot vel papier.
Vaak kan een episcoop worden omgeschakeld tot diascoop, zodat er ook doorzichtige afbeeldingen kunnen worden getoond. Men spreekt dan van een epidiascoop.

## Etymologie
Het woord 'epi-scoop' komt uit het Grieks en betekent letterlijk 'op-kijker'. Het toestel kijkt immers 'op' de te projecteren afbeelding, in tegenstelling tot de diascoop die erdoorheen kijkt.

## Andere betekenis
Episcoop is ook de naam van het voorlichtingsmagazine van het Nationaal Epilepsie Fonds en de Epilepsie Vereniging Nederland. Dit tijdschrift komt tot stand met medewerking van de Nederlandse Liga tegen Epilepsie.